# Alistair Overeem
Alistair Cees Overeem (* 17. Mai 1980 in Hounslow, London, England) ist ein niederländischer MMA-Kämpfer und Kickboxer. Er ist der ehemalige Weltmeister im Schwergewicht der MMA-Liga Strikeforce und gewann 2010 den K-1 World Grand Prix. Von seinen 57 MMA-Kämpfen konnte er 42 gewinnen, davon 38 durch Knockout oder Aufgabe. Im Kickboxen gewann er zehn seiner 14 Profikämpfe. Gefürchtet ist Overeem vor allem für seine Kniestöße aus dem Clinch. Er ist der jüngere Bruder von Valentijn Overeem, welcher ebenfalls ein MMA-Kämpfer ist.

## Karriere

### Mixed Martial Arts
Alistair Overeem gab sein MMA-Debüt im Jahre 1999 und kämpfte anfangs vor allem in den Niederlanden, später in Japan bei Pride FC. Bis 2006 trat er ausschließlich in der Gewichtsklasse bis 93 Kilogramm an, ab 2007 wechselte er dauerhaft in die Schwergewichtsklasse. Bei Pride feierte Overeem Siege über Kämpfer wie Vitor Belfort und Sergei Kharitonov, konnte jedoch keinen Titel gewinnen. Dies gelang ihm 2007 beim US-amerikanischen MMA-Veranstalter Strikeforce durch einen Sieg über Paul Buentello. Wegen seiner Aktivitäten in Japan und seiner K-1-Karriere verteidigte er den Titel jedoch erst 2010 gegen Brett Rogers.
Nach der Auflösung von Strikeforce wechselte Overeem in die Ultimate Fighting Championship und galt sofort als einer der heißesten Titelanwärter. Am 31. Dezember 2011 konnte er seinen ersten Kampf in der UFC gegen Brock Lesnar gewinnen. Sein nächster geplanter UFC-Kampf sollte ein Weltmeistertitelkampf gegen den amtierenden UFC Schwergewichts-Champion Junior dos Santos sein. Wegen überhöhter Testosteronwerte, welche bei Overeem im März 2012 anlässlich einer Routinekontrolle festgestellt wurden, wurde er durch Frank Mir ersetzt. Als Overeem 2013 nach seiner Sperre zurückkehrte, gelang es ihm nicht, an seine überragende Form anzuknüpfen. So erlitt er heftige KO-Niederlagen gegen die als Außenseiter gehandelten Kämpfer Antônio Silva, Travis Browne und Ben Rothwell. Allerdings überwand er diese Krise und legte eine Serie von vier siegreichen Kämpfen in Folge hin. Eine seiner stärksten Leistungen zeigte der Niederländer am 19. Dezember 2015, als er den ehemaligen Champion Junior dos Santos mit einem linken Haken ausknockte. Am 16. September kämpfte Overeem bei UFC 203 gegen Stipe Miocic erstmals um den UFC-Schwergewichtstitel. Obwohl als leichter Favorit gehandelt, verlor er den Kampf durch einen Knockout in der ersten Runde. Durch einen KO-Sieg gegen Mark Hunt bei UFC 209 und durch einen (umstrittenen) Punktsieg in seinem dritten Duell mit Fabrício Werdum bei UFC 213 brachte sich Overeem für einen erneuten Titelkampf ins Gespräch. Danach kassierte der Niederländer allerdings schwere KO-Niederlagen gegen Francis Ngannou und Curtis Blaydes. Durch schnelle KO-Siege über Sergei Pavlovich und Aleksei Oleinik konnte sich Overeem danach ein Stück weit rehabilitieren.

### Kickboxen
Overeem kam, wie viele niederländische Kampfsportler, ursprünglich aus dem Thai- und Kickboxen, konzentrierte sich jedoch den Großteil seiner Karriere auf MMA. Am 31. Dezember 2008 bestritt Overeem seit langem wieder einen Kampf nach K-1 Regeln bei Dynamite. Sein Gegner war Badr Hari, einer der stärksten K-1 Kämpfer und damit der klare Favorit für diesen Kampf. Overeem konnte jedoch stark überraschen und schlug Hari nach nur knapp zwei Minuten durch KO. Nach diesem Kampf begann Overeem, neben MMA auch eine K-1-Karriere zu starten.
Bei dem K-1 World Grand Prix 2009 in Yokohama bestritt Overeem einen Superkampf gegen den amtierenden K-1 Champion Remy Bonjasky, unterlag jedoch klar nach Punkten.
Am 26. September 2009 konnte sich Overeem erstmals für den K-1 World Grand Prix qualifizieren, nachdem er den Altmeister Peter Aerts klar nach Punkten besiegte.
Bei dem World Grand Prix 2009 gewann Overeem den ersten Kampf gegen Ewerton Teixeira durch einen brutalen Kniestoß-KO in der ersten Runde. Im zweiten Kampf des Turnieres traf Overeem erneut auf seinen Rivalen Badr Hari. Overeem verlor den Kampf in der ersten Runde, nachdem er zweimal vom Ringrichter angezählt wurde. Overeem sagte später in einem Interview aus, dass der zweite Niederschlag kein richtiger Niederschlag war, da er lediglich kurz das Gleichgewicht verloren habe.
Am 2. Oktober 2010 konnte sich Overeem durch einen Sieg gegen Ben Edwards für den World Grand Prix 2010 qualifizieren. Er schlug Edwards in der ersten Runde 3-mal nieder.
Beim World Grand Prix 2010 startete Overeem als einer der großen Favoriten auf den Titel in das Turnier. Den ersten Kampf gegen Tyrone Spong konnte er nach Punkten für sich entscheiden. In dem zweiten Kampf traf er auf Gökhan Saki, den er gegen Ende der ersten Runde durch einen starken Kick auf den bereits im Vorfeld verletzten rechten Arm besiegen konnte. Im Finale des Turnieres traf er zum zweiten Mal auf Peter Aerts, der sich im Halbfinale überraschend gegen den Titelträger Semmy Schilt durchsetzen konnte. Aerts war jedoch von dem Kampf mit Schilt sehr stark gezeichnet und Overeem konnte Aerts mühelos nach knapp einer Minute ausknocken und somit das Turnier gewinnen. Damit ist Overeem der erste MMA-Kämpfer, dem es gelang, den K-1 World Grand Prix zu gewinnen.

## MMA-Kampfstatistik
| Ergebnis      | Gegner                   | Siegart                                   | Veranstaltung                                        | Datum              |
| Niederlage    | Alexander Wolkow         | TKO (Schläge)                             | UFC Fight Night 184 – Overeem vs. Volkov             | 6. Februar 2021    |
| Sieg          | Augusto Sakai            | TKO (Ellenbogen und Schläge)              | UFC Fight Night 176 – Overeem vs. Sakai              | 5. September 2020  |
| Sieg          | Walt Harris              | TKO (Schläge)                             | UFC on ESPN 8 – Overeem vs. Harris                   | 16. Mai 2020       |
| Niederlage    | Jairzinho Rozenstruik    | KO (Schläge)                              | UFC on ESPN - Overeem vs. Rozenstruik                | 7. Dezember 2019   |
| Sieg          | Aleksei Oleinik          | TKO (Kniestöße und Schläge)               | UFC Fight Night - Overeem vs. Oleinik                | 20. April 2019     |
| Sieg          | Sergei Pavlovich         | TKO (Schläge)                             | UFC Fight Night - Blaydes vs. Ngannou 2              | 24. November 2018  |
| Niederlage    | Curtis Blaydes           | TKO (Ellenbogen)                          | UFC 225: Whittaker vs. Romero 2                      | 9. Juni 2018       |
| Niederlage    | Francis Ngannou          | KO (Schläge)                              | UFC 218 - Holloway vs. Aldo 2                        | 2. Dezember 2017   |
| Sieg          | Fabrício Werdum          | Nach Punkten                              | UFC 213                                              | 8. Juli 2017       |
| Sieg          | Mark Hunt                | KO (Kniestösse)                           | UFC 209                                              | 4. März 2017       |
| Niederlage    | Stipe Miocic             | KO (Schläge)                              | UFC 203                                              | 10. September 2016 |
| Sieg          | Andrei Arlovski          | TKO (Front Kick und Schläge)              | UFC Fight Night 87 - Overeem vs. Arlovski            | 8. Mai 2016        |
| Sieg          | Junior dos Santos        | KO/TKO                                    | UFC on Fox 17 - Dos Anjos vs. Cerrone 2              | 19. Dezember 2015  |
| Sieg          | Roy Nelson               | Nach Punkten                              | UFC 185 - Pettis vs. Dos Anjos                       | 14. März 2015      |
| Sieg          | Stefan Struve            | KO/TKO                                    | UFC on Fox 13 - Dos Santos vs. Miocic                | 13. Dezember 2014  |
| Niederlage    | Ben Rothwell             | KO/TKO                                    | UFC Fight Night - Jacare vs. Mousasi 2               | 5. September 2014  |
| Sieg          | Frank Mir                | Nach Punkten                              | UFC 169 - Barao vs. Faber 2                          | 1. Februar 2014    |
| Niederlage    | Travis Browne            | KO/TKO                                    | UFC Fight Night - Shogun vs. Sonnen                  | 17. August 2013    |
| Niederlage    | Antônio Carlos Silva     | KO/TKO                                    | UFC 156 - Aldo vs. Edgar                             | 2. Februar 2013    |
| Sieg          | Brock Lesnar             | KO/TKO                                    | UFC 141 - Lesnar vs. Overeem                         | 30. Dezember 2011  |
| Sieg          | Fabrício Werdum          | Nach Punkten                              | Strikeforce - Overeem vs. Werdum                     | 18. Juli 2011      |
| Sieg          | Todd Duffee              | KO/TKO                                    | K-1 - Dynamite!! Power of Courage 2010               | 31. Dezember 2010  |
| Sieg          | Brett Rogers             | KO/TKO                                    | Strikeforce - Heavy Artillery                        | 15. Mai 2010       |
| Sieg          | Kazuyuki Fujita          | KO/TKO                                    | K-1 - Dynamite!! Power of Courage 2009               | 31. Dezember 2009  |
| Sieg          | James Thompson           | Submission (Guillotine Choke)             | Dream 12 - The Cage of the Rising Sun                | 25. Oktober 2009   |
| Sieg          | Tony Sylvester           | Submission (Guillotine Choke)             | UG 11 - A Decade of Fights                           | 17. Oktober 2009   |
| Sieg          | Gary Goodridge           | Submission (Kimura)                       | UG 10 - The Battle of Arnhem                         | 9. November 2008   |
| Keine Wertung | Mirko Filipovic          | Keine Wertung                             | Dream 6 - Middleweight Grand Prix 2008 Final         | 23. September 2008 |
| Sieg          | Mark Hunt                | Submission (Keylock)                      | Dream 5 - Lightweight Grand Prix 2008 Final          | 21. Juli 2008      |
| Sieg          | Tae Hyun Lee             | KO/TKO                                    | Dream 4 - Middleweight Grand Prix 2008 Quarterfinals | 15. Juni 2008      |
| Sieg          | Paul Buentello           | Submission (Knees to the Body)            | Strikeforce - Four Men Enter, One Man Survives       | 16. November 2007  |
| Niederlage    | Sergei Kharitonov        | KO/TKO                                    | K-1 HERO's - Tournament Final                        | 17. September 2007 |
| Sieg          | Michael Knaap            | Submission (Guillotine Choke)             | K-1 - World GP in Amsterdam                          | 23. Juni 2007      |
| Niederlage    | Mauricio Rua             | ART                                       | Pride 33 - Second Coming                             | 24. Februar 2007   |
| Niederlage    | Ricardo Arona            | Submission (Punches)                      | Pride FC - Final Conflict Absolute                   | 10. September 2006 |
| Niederlage    | Antonio Rogerio Nogueira | KO/TKO                                    | Pride FC - Critical Countdown Absolute               | 1. Juli 2006       |
| Sieg          | Vitor Belfort            | Nach Punkten                              | Strikeforce - Revenge                                | 9. Juni 2006       |
| Niederlage    | Fabrício Werdum          | Submission (Kimura)                       | Pride FC - Total Elimination Absolute                | 5. Mai 2006        |
| Sieg          | Nikolajus Cilkinas       | Submission (Armbar)                       | WCFC - No Guts No Glory                              | 18. März 2006      |
| Sieg          | Sergei Kharitonov        | KO/TKO                                    | Pride 31 - Dreamers                                  | 26. Februar 2006   |
| Niederlage    | Mauricio Rua             | KO/TKO                                    | Pride FC - Final Conflict 2005                       | 28. August 2005    |
| Sieg          | Igor Vovchanchyn         | Submission (Guillotine Choke)             | Pride FC - Critical Countdown 2005                   | 26. Juni 2005      |
| Sieg          | Vitor Belfort            | Submission (Guillotine Choke)             | Pride FC - Total Elimination 2005                    | 23. April 2005     |
| Niederlage    | Antonio Rogerio Nogueira | Nach Punkten                              | Pride 29 - Fists of Fire                             | 20. Februar 2005   |
| Sieg          | Rodney Glunder           | Submission (Guillotine Choke)             | 2H2H - 2 Hot 2 Handle                                | 10. Oktober 2004   |
| Sieg          | Tomohiko Hashimoto       | KO/TKO                                    | Inoki Bom-Ba-Ye 2003 - Inoki Festival                | 31. Dezember 2003  |
| Niederlage    | Chuck Liddell            | KO/TKO                                    | Pride FC - Total Elimination 2003                    | 10. August 2003    |
| Sieg          | Mike Bencic              | Submission (Knee to the Body and Punches) | Pride 26 - Bad to the Bone                           | 8. Juni 2003       |
| Sieg          | Aaron Brink              | Submission (Guillotine Choke)             | 2H2H 6 - Simply the Best 6                           | 16. März 2003      |
| Sieg          | Bazigit Atajev           | KO/TKO                                    | Pride 24 - Cold Fury 3                               | 23. Dezember 2002  |
| Sieg          | Dave Vader               | KO/TKO                                    | 2H2H 5 - Simply the Best 5                           | 13. Oktober 2002   |
| Sieg          | Moise Rimbon             | Submission (Triangle Choke)               | 2H2H 5 - Simply the Best 5                           | 13. Oktober 2002   |
| Sieg          | Yusuke Imamura           | KO/TKO                                    | Pride FC - The Best, Vol. 2                          | 20. Juli 2002      |
| Sieg          | Vesa Vuori               | KO/TKO                                    | 2H2H - 2 Hot 2 Handle Germany                        | 26. Mai 2002       |
| Sieg          | Sergey Kaznovsky         | Submission (Armbar)                       | M-1 MFC - Russia vs. the World 3                     | 26. April 2002     |
| Sieg          | Roman Zentsov            | Submission (Keylock)                      | 2H2H 4 - Simply the Best 4                           | 17. März 2002      |
| Sieg          | Stanislav Nuschik        | KO/TKO                                    | 2H2H 2 - Simply The Best                             | 18. März 2001      |
| Sieg          | Vladimer Tchanturia      | Submission (Rear-Naked Choke)             | Rings - King of Kings 2000 Final                     | 24. Februar 2001   |
| Sieg          | Peter Verschuren         | Submission (Keylock)                      | It’s Showtime - Christmas Edition                    | 12. Dezember 2000  |
| Niederlage    | Bobby Hoffman            | KO/TKO                                    | Rings - Millennium Combine 2                         | 15. Juni 2000      |
| Niederlage    | Yuriy Kochkine           | Nach Punkten                              | Rings Russia - Russia vs. The World                  | 20. Mai 2000       |
| Sieg          | Yasuhito Namekawa        | Submission (Armbar)                       | Rings - Millennium Combine 1                         | 20. April 2000     |
| Sieg          | Can Sahinbas             | KO/TKO                                    | 2H2H 1 - 2 Hot 2 Handle                              | 5. März 2000       |
| Sieg          | Chris Watts              | KO/TKO                                    | Rings Holland - There Can Only Be One Champion       | 6. Februar 2000    |
| Niederlage    | Yuriy Kochkine           | Nach Punkten                              | Rings - King of Kings 1999 Block A                   | 28. Oktober 1999   |
| Sieg          | Ricardo Fyeet            | Submission (Guillotine Choke)             | It’s Showtime - It’s Showtime                        | 24. Oktober 1999   |

## Erfolge

### Mixed Martial Arts
- 2 Hot 2 Handle Light heavyweight Championship (2004)
- PRIDE Middleweight Grand Prix Semifinalist (2005)
- Strikeforce Heavyweight Championship (2007)
- DREAM Heavyweight Championship (2010)

### Kickboxen
- K-1 World Grand Prix 2009 3rd Place
- K-1 World Grand Prix 2010 Champion